# Piobesi Torinese

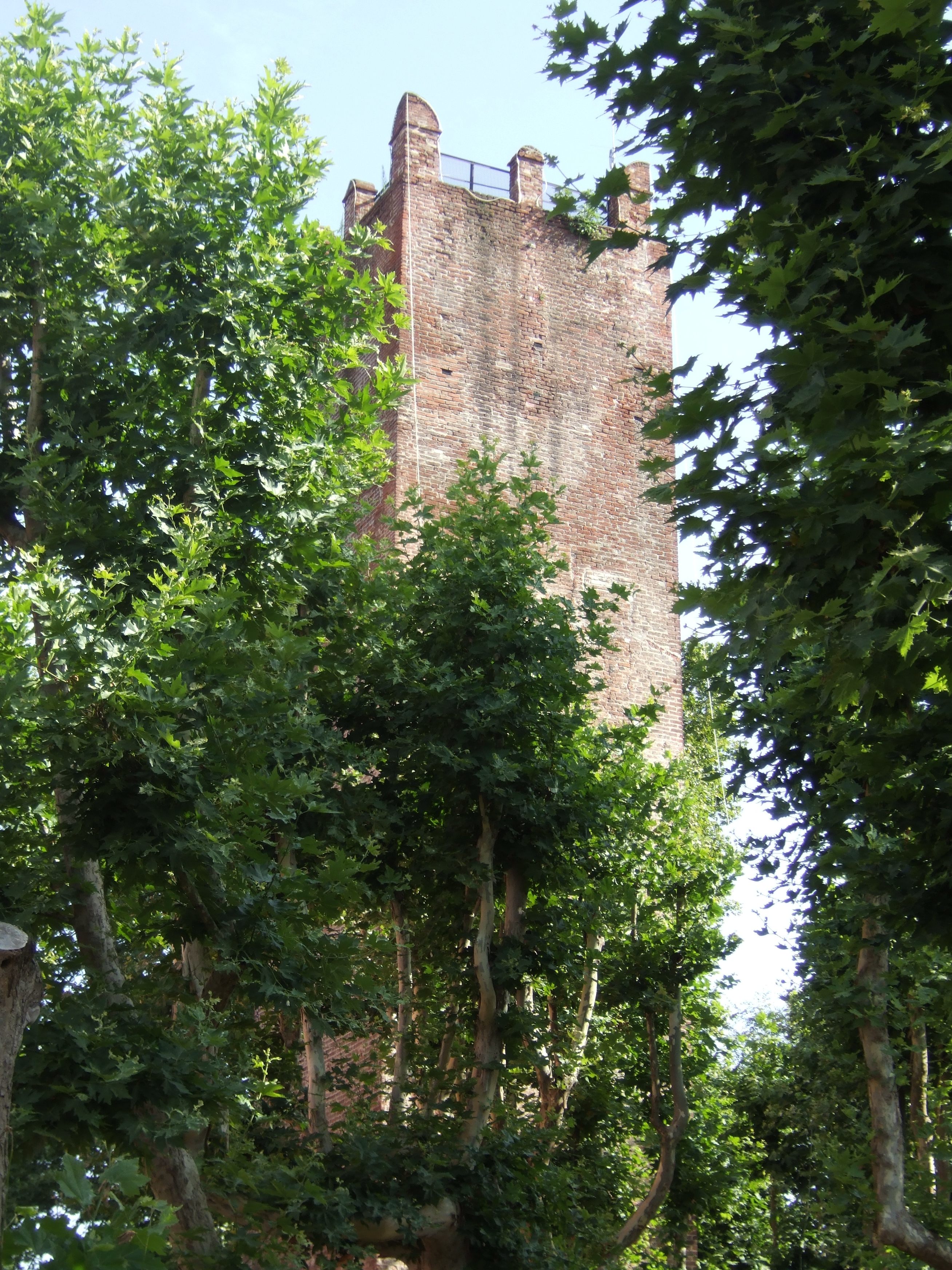
Torre del vecchio castillo

Piobesi Torinese (en idioma piamontés Piobes) es una comuna italiana situada en la ciudad metropolitana de Turín, en Piamonte. Tiene una población estimada, en mayo de 2021, de 3875 habitantes.
Por su territorio corre el río Chisola.

## Administración
- Alcalde: Fiorenzo Demichelis
- Fecha de asunción: 26/05/2014
- Partido: lista cívica

## Sitios de interés
- Castillo de Turín de Piobesi: En la segunda mitad del siglo X se formó el curtis medieval temprano de Publice.

- Residencia de ancianos "Teólogo Salomón": Edificio de propiedad municipal utilizado como residencia de ancianos.[4]

## Evolución demográfica
| Gráfica de evolución demográfica de Piobesi Torinese entre 1861 y 2023 |
|                                                                        |
| Fuente ISTAT - Gráfica elaborada por Wikipedia                         |